# Wanda Wiłkomirska
Wanda Wiłkomirska (Varsavia, 11 gennaio 1929 – Varsavia, 1º maggio 2018) è stata una violinista e insegnante polacca.

## Biografia
Wanda Wiłkomirska fu una violinista polacca proveniente da una famiglia di musicisti. Ricevette le prime lezioni di violino dal padre. In seguito studiò con Irena Dubiska all’Accademia di musica di Łódź. 
Poi studiò con Ede Zathureczky, con Eugenia Umińska e con Tadeusz Wrońskia. 
Si perfezionò con Henryk Szeryng a Parigi. Ancora prima di diplomarsi si classificò tra i primi posti in due premi internazionali: 2º premio a Ginevra (1946), 1º premio a Budapest (1949). Poi vinse il 2º premio a Lipsia (1950), e il 2º premio a Poznań (1952). 
Nel 1961 debuttò negli Stati Uniti, da allora si è esibita in oltre cinquanta paesi del mondo con le più grandi orchestre sinfoniche dirette da Otto Klempererer, Sir John Barbirolli, Kurt Masur, Zubin Mehta, Carlo Maria Giulini, Wolfgang Sawallisch, Witold Rowicki, Erich Leinsdorf, Pierre Boulez, Eugen Jochum, Franz Konwitschny e altri.
Wiłkomirska fu una convinta sostenitrice della musica moderna; prese parte a prime esecuzioni di compositori contemporanei prevalentemente polacchi: Tadeusz Baird, Krzysztof Penderecki, Grażyna Bacewicz, Tadeusz Baird, Augustyn Bloch, e altri. 
Oltre alla carriera solista, si dedicò anche alla musica da camera formando il Wiłkomirska Trio. 

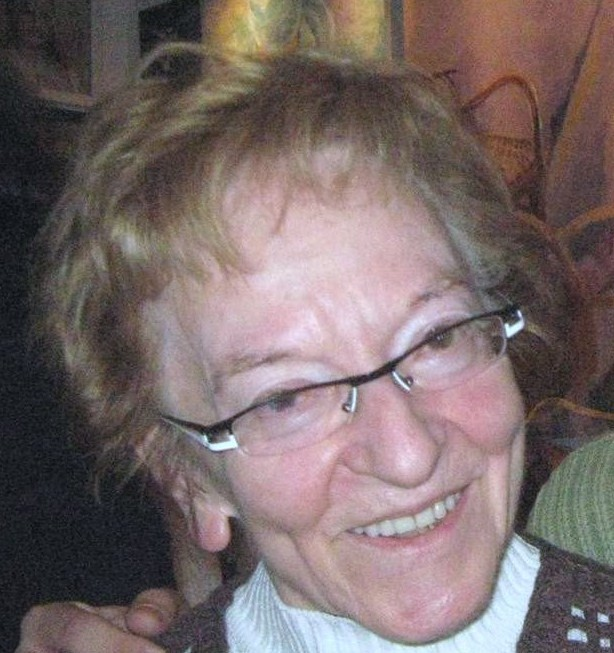
Wanda Wiłkomirska nel 2010

Nel dicembre 1981 furono introdotte le leggi marziali in Polonia.
La Wiłkomirska in quel momento si trovava in tournée in Europa e per protesta decise di non rientrare più in Polonia sino alla fine del regime (rientrò solo nel 1990).
Pur continuando a suonare, si rivolse anche all’insegnamento; nel 1983 divenne professoressa alla Hochschule für Musik di Mannheim. 
Dal 1999 insegnò al Conservatorio di Sydney, dal 2001 anche all'Accademia di Musica di Melbourne, forgiando nuove generazioni di violinisti.
Si è esibita su diversi violini tra cui un Pietro Guarneri (di Venezia) del 1734.
È morta il 1º maggio 2018 a Varsavia.